# Conflans-Sainte-Honorine
Conflans-Sainte-Honorine es una comuna en los suburbios noroccidentales de París en el departamento francés de Yvelines. Se encuentra a 24,2 km del centro de París.

## Toponimia
El municipio en principio recibió su nombre por su posición geográfica en la confluencia de los ríos Sena y Oise. El pueblo recibió el añadido de «Sainte Honorine» en el siglo XIII en honor a Santa Honorina, cuyas reliquias se conservaban aquí desde el año 876, cuando fueron trasladadas desde Granville para librarlas de los ataques vikingos.

## Historia
Desde el siglo VIII se conoce la existencia de un campo fortificado, en aquella época Conflans se sitúa en el extremo oeste del dominio real.
El primitivo castillo de madera se convierte en una fortificación de piedra, sirviendo de sede del Señorío de Conflans, que perteneció por siglos a la Casa de Montmorency.
Durante el siglo XIX el tráfico fluvial se incrementa, tráfico que sigue siendo hoy en día importante. Por eso, debido en parte a su posición estratégica, Conflans-Sainte-Honorine está considerada la capital de las vías de agua continentales de Francia, y la orilla derecha del río Sena aún está llena de gabarras (aunque hoy son usadas principalmente como vivienda). Todos los meses de junio la ciudad celebra el Pardon national de la batellerie en recuerdo de su anterior importancia en la navegación interior.

## Lugares y monumentos
- Torre Montjoie. Fortificación del siglo XI, parcialmente en ruinas desde el siglo XV.
- Iglesia Saint-Maclou.
- Barco-capilla "Je sers".
- Museo del transporte fluvial (Musée de la batellerie).

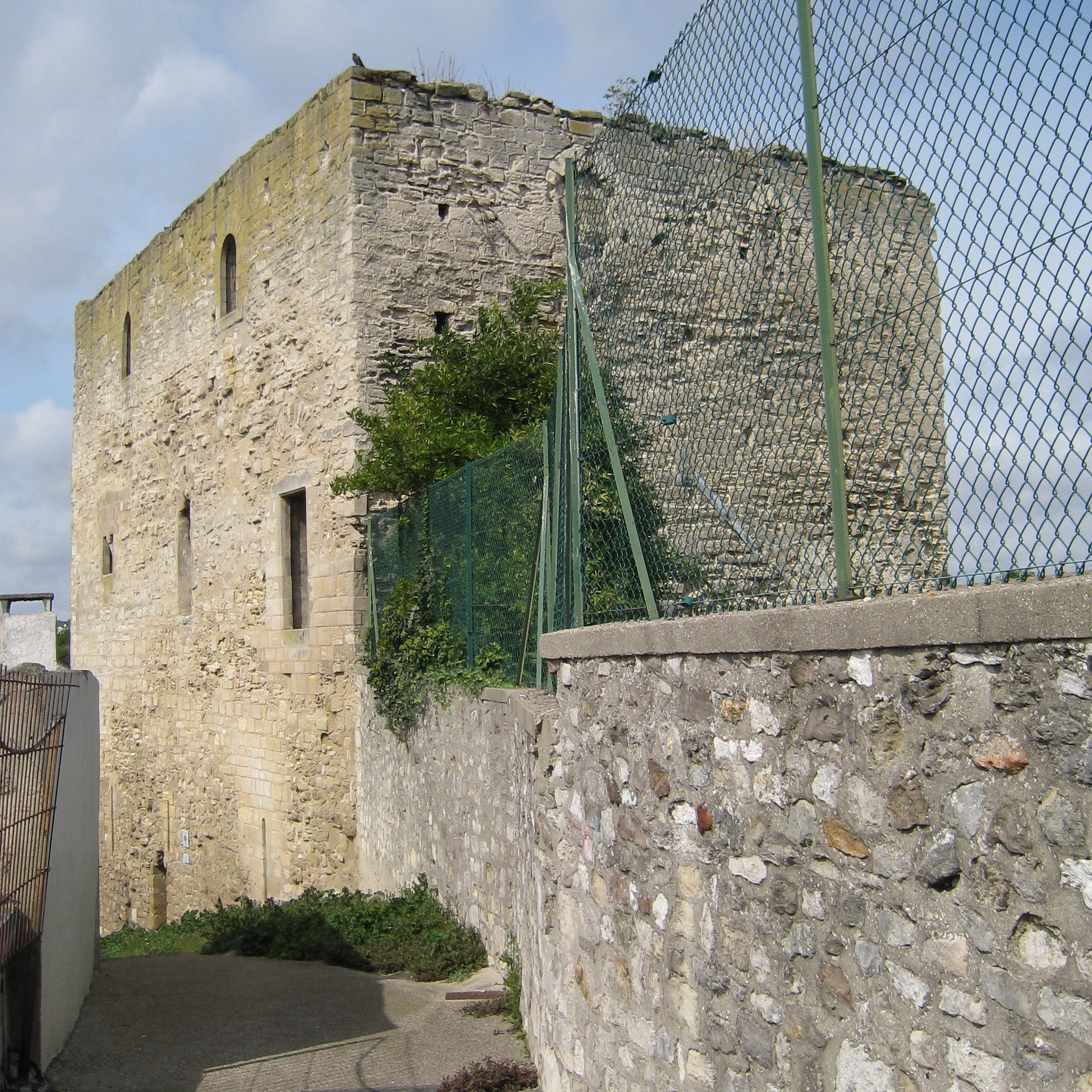
Torre Montjoie
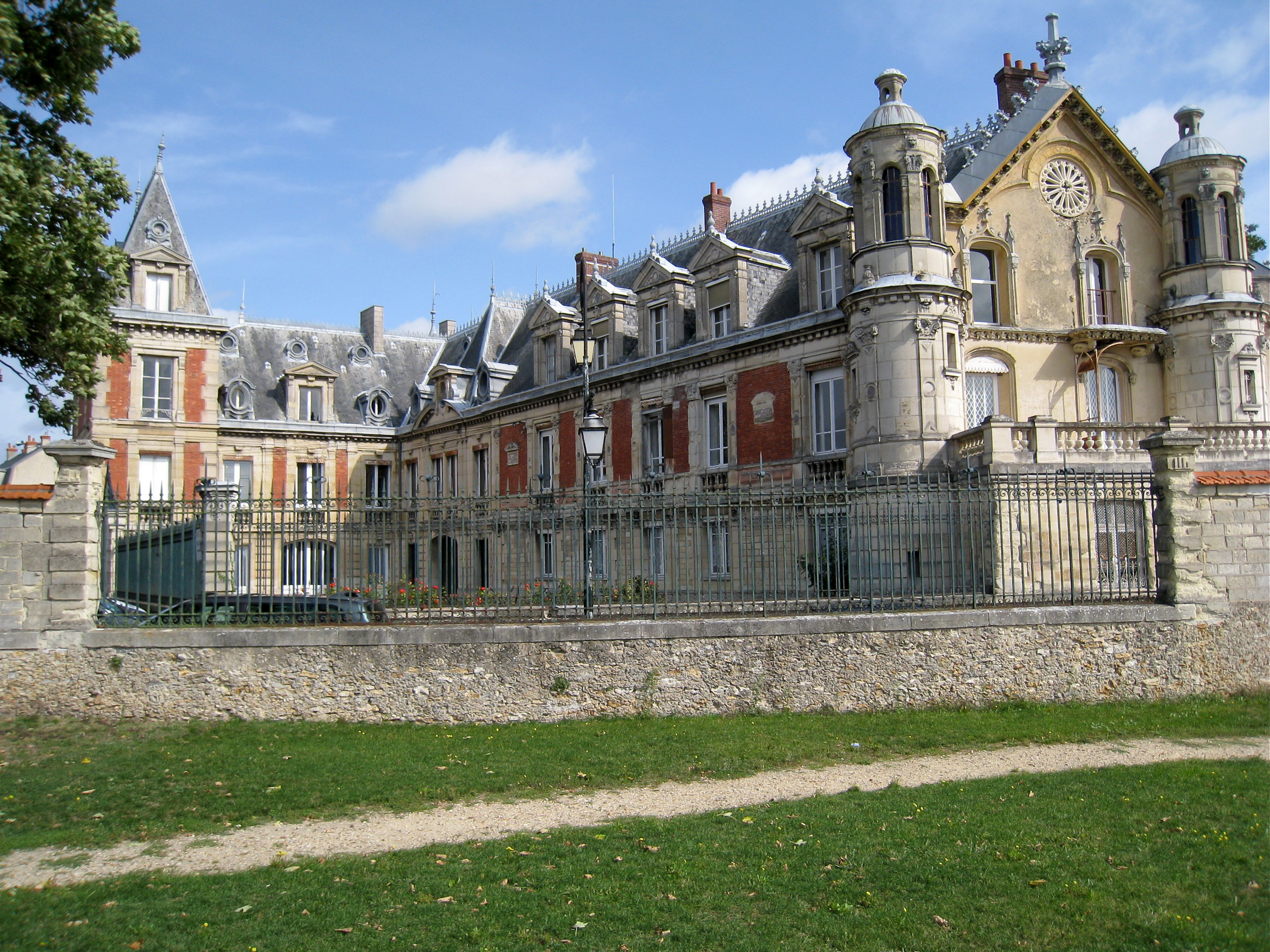
Museo de la navegación fluvial
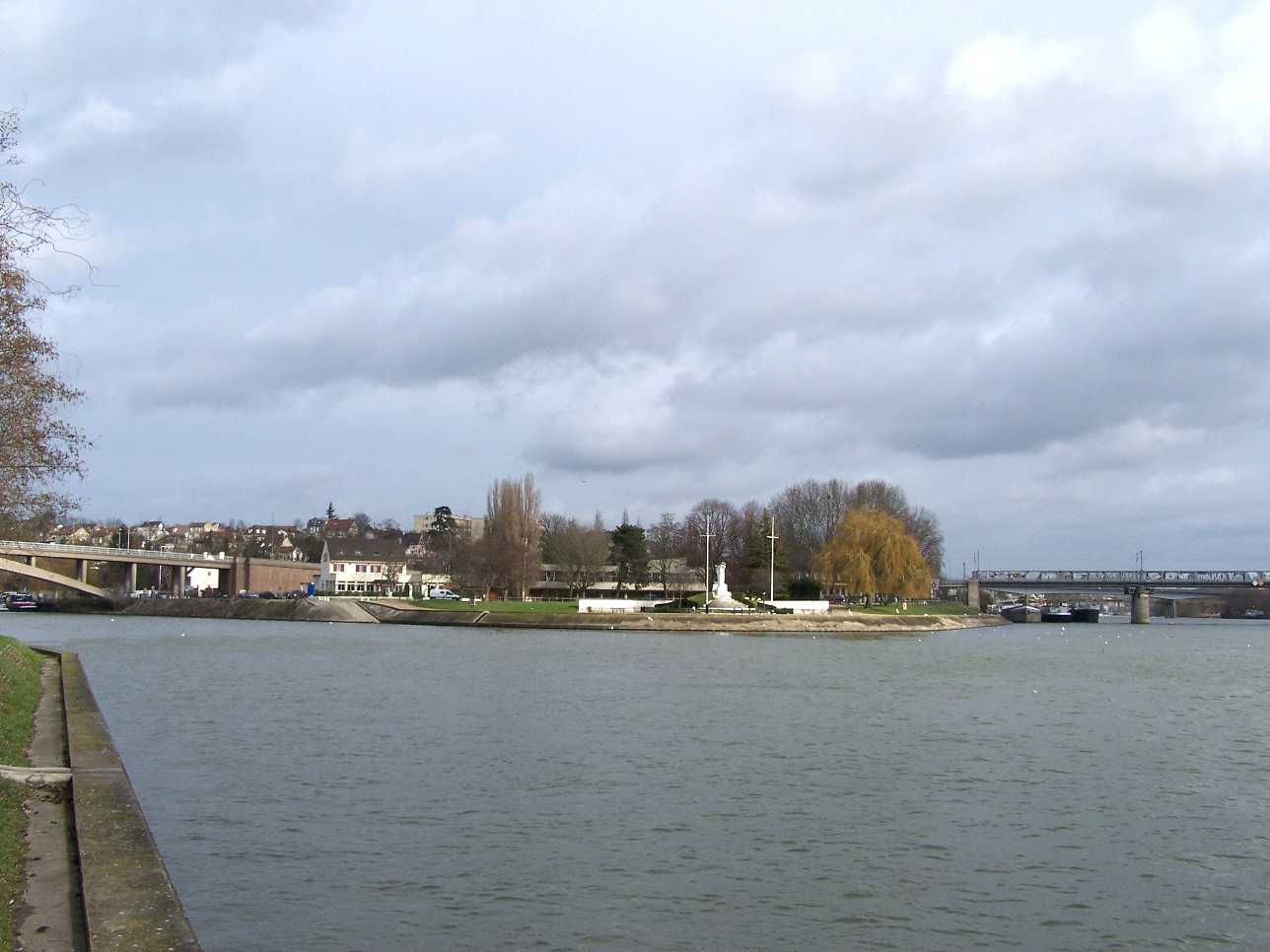
Confluencia entre el Sena y el Oise

## Transporte
La carretera más importante es la nacional 184 que permite el acceso a Saint-Germain-en-Laye y a Cergy-Pontoise. Las conexiones ferroviarias con París se realizan a través de la línea J del Transilien (estación Conflans-Sainte-Honorine y Conflans-Fin d'Oise) y de la línea L del Transilien y A de RER (estación Conflans-Fin d'Oise). En Conflans atracan igualmente cruceros fluviales.

## Demografía
| 2 181                     | 1 992 | 1 841 | 1 681 | 1 423 | 1 524 | 1 484 | 1 442 | 1 544 | 1 659 | 1 787 | 1 822 | 1 985 | 1 789 | 2 067 | 2 482 | 2 701 | 3 212 | 3 559 | 3 822 | 4 466 | 6 212 | 7 514 | 10 283 | 10 775 | 13 809 | 21 874 | 26 304 | 31 066 | 28 977 | 31 467 | 33 327 | 33 888 |
| (Fuente: INSEE y Cassini) |       |       |       |       |       |       |       |       |       |       |       |       |       |       |       |       |       |       |       |       |       |       |        |        |        |        |        |        |        |        |        |        |

## Ciudades hermanadas
- Hanau-Großauheim  Alemania
- Chimay  Bélgica
- Ramsgate  Reino Unido
- Tessaoua  Níger